# 셔벗 핑크
〈셔벗 핑크〉(シャーベットピンク 샤벳토핑크[*])는 일본의 걸그룹 NGT48의 다섯 번째 싱글이다. 2020년 7월 22일에 유니버설 뮤직 재팬(EMI Records)에서 발매됐다. 센터 포지션은 후지사키 미유가 맡았다.

## 발매 배경
전작 〈세상의 사람들에게〉로부터 1년 9개월만의 싱글이다. Type-A, Type-B(이상, CD+DVD), 극장판(CD뿐)으로 총 세가지의 형태로 발매됐다.
선발 멤버는 2020년 6월 11일 발표 시점에 재적하는 1기생과 연구생 총 30명이 참가하는 전원 선발이며 드래프트 3기 연구생 후지사키 미유가 첫 센터를 맡는다.
당시 재적 중인 드래프트 3기생과 2기생 전원이 첫 선발. 카도 유리아, 쿠사카베 아이나, 세이지 레이나는 3rd 싱글 〈봄은 어디에서 오는가?〉 이래 두 작품 만의 선발 복귀가 되었다. 전작의 선발 멤버인 겸임해제한 카시와기 유키와 스가하라 리코와 하세가와 레나와 야마구치 마호와 다카쿠라 모에카와 무라쿠모 후우카 이외는 계속해서 선발에 진출하고 있다. 졸업 멤버인 타노 아야카와 카토 미나미의 마지막 참가 싱글이다.